# Christian Taillefer
Christian Taillefer (29 de agosto de 1970) es un deportista francés que compitió en ciclismo de montaña en la disciplina de descenso. Ganó una medalla de bronce en el Campeonato Mundial de Ciclismo de Montaña de 1992 y una medalla de oro en el Campeonato Europeo de Ciclismo de Montaña de 1991.

## Palmarés internacional
| Campeonato Mundial | Campeonato Mundial     | Campeonato Mundial | Campeonato Mundial |
| Año                | Lugar                  | Medalla            | Competición        |
| ------------------ | ---------------------- | ------------------ | ------------------ |
| 1992               | Bromont (Canadá)       | Medalla de bronce  | Descenso           |
| Campeonato Europeo |                        |                    |                    |
| Año                | Lugar                  | Medalla            | Competición        |
| 1991               | La Bourboule (Francia) | Medalla de oro     | Descenso           |